# 小仲台
小仲台（こなかだい）は、千葉県千葉市稲毛区の地名である。現行行政地名は小仲台一丁目から小仲台九丁目。郵便番号263-0043。

## 地理
稲毛区の中心部にあたる。戦前は、住居表示実施以前に小中台町だった部分は、千葉陸軍高射学校の敷地であり
戦後に、その跡地は、住宅や文教施設に転用された。

### 地価
住宅地の地価は、2014年（平成26年）1月1日に公表された公示地価によれば、小仲台6-27-17の地点で21万6000円/m2となっている。

## 歴史
- 昭和12年2月11日：大字小中台を含む、都賀村が、千葉市へ編入
- 昭和13年4月1日：千葉市小中台町となる
- 昭和40年1月1日：稲毛町二丁目・黒砂町・園生町の各一部を編入、一・三・四丁目、住居表示施行
- 昭和46年3月1日：小仲台二丁目住居表示施行
- 昭和63年2月1日：稲毛町二丁目・園生町の各一部を編入、五～九丁目、住居表示施行

## 地名の由来
新住民と昔からの住民が仲良く暮らしていけるようにとの願いを込めて
小中台の「中」の字を「仲」に変更して命名。

## 世帯数と人口
2017年（平成29年）9月30日現在の世帯数と人口は以下の通りである。
| 丁目         | 世帯数    | 人口     |
| ------------ | --------- | -------- |
| 小仲台一丁目 | 1,038世帯 | 2,496人  |
| 小仲台二丁目 | 795世帯   | 1,610人  |
| 小仲台三丁目 | 970世帯   | 2,045人  |
| 小仲台四丁目 | 456世帯   | 899人    |
| 小仲台五丁目 | 1,359世帯 | 3,839人  |
| 小仲台六丁目 | 1,088世帯 | 1,731人  |
| 小仲台七丁目 | 1,616世帯 | 3,531人  |
| 小仲台八丁目 | 1,625世帯 | 3,509人  |
| 小仲台九丁目 | 768世帯   | 1,621人  |
| 計           | 9,715世帯 | 21,281人 |

## 小・中学校の学区
市立小・中学校に通う場合、学区は以下の通りとなる。
| 丁目         | 番地             | 小学校                 | 中学校               |
| ------------ | ---------------- | ---------------------- | -------------------- |
| 小仲台一丁目 | 4番              | 千葉市立稲丘小学校     | 千葉市立稲毛中学校   |
| 小仲台一丁目 | 5番12号          | 千葉市立弥生小学校     | 千葉市立轟町中学校   |
| 小仲台一丁目 | その他           | 千葉市立小中台小学校   | 千葉市立小中台中学校 |
| 小仲台二丁目 | 1番              | 千葉市立稲丘小学校     | 千葉市立稲毛中学校   |
| 小仲台二丁目 | その他           | 千葉市立小中台小学校   | 千葉市立小中台中学校 |
| 小仲台三丁目 | 全域             | 千葉市立小中台小学校   | 千葉市立小中台中学校 |
| 小仲台四丁目 | 全域             | 千葉市立小中台小学校   | 千葉市立小中台中学校 |
| 小仲台五丁目 | 全域             | 千葉市立小中台小学校   | 千葉市立小中台中学校 |
| 小仲台六丁目 | 全域             | 千葉市立小中台小学校   | 千葉市立小中台中学校 |
| 小仲台七丁目 | 1、2、22～35番   | 千葉市立小中台小学校   | 千葉市立小中台中学校 |
| 小仲台七丁目 | 3～21番          | 千葉市立小中台南小学校 | 千葉市立稲毛中学校   |
| 小仲台八丁目 | 25～27番         | 千葉市立園生小学校     | 千葉市立小中台中学校 |
| 小仲台八丁目 | 20、21、30～36番 | 千葉市立小中台小学校   | 千葉市立小中台中学校 |
| 小仲台八丁目 | その他           | 千葉市立小中台南小学校 | 千葉市立稲毛中学校   |
| 小仲台九丁目 | 全域             | 千葉市立園生小学校     | 千葉市立小中台中学校 |

- 小仲台八丁目20、21番のみ千葉市立小中台南小学校、千葉市立稲毛中学校への学区外通学承認地域

## 施設
- 千葉市立園生小学校
- 千葉市立小中台小学校
- 千葉市立小中台南小学校
- 千葉市立小中台中学校
- 千葉県立千葉女子高等学校
- 千葉市立千葉高等学校
- 千葉市稲毛図書館
- イオン稲毛店